# Chiara Rosa
Chiara Rosa (Camposampiero, 28 gennaio 1983) è un'ex pesista italiana, medaglia di bronzo agli Europei di Helsinki 2012 e vincitrice di trenta titoli nazionali assoluti dal 2005 al 2022 (18 outdoor e 12 indoor).
È la detentrice del record italiano della specialità con la misura di 19,15 m, stabilito in due occasioni, il 24 giugno 2007 a Milano e il 14 giugno 2009 a Berlino.
Pur essendo mancina, getta il peso con la mano destra.

## Biografia

### 1996-2002: gli inizi
Ragazza dal carattere estroverso ed incontenibile, inizia a fare atletica, perché la madre vuole cercare in qualche modo di contenerla facendole fare sport (ha provato anche il rugby, il calcetto ed il nuoto).
La sua prima società di atletica è stata la Libertas Sanp, quindi la Libertas Padova ed infine il gruppo sportivo militare Fiamme Azzurre dal 2004, società nella quale milita tuttora.
Sin da quando nel 1996 ha iniziato la pratica dell'atletica leggera, è sempre stata allenata da Enzo Agostini, fino al 2017.
La sua carriera sportiva inizia nel 1996 con la vittoria ai Giochi della Gioventù di Bari e da allora stabilisce vari primati nazionali outdoor ed indoor in tutte le categorie giovanili: cadette, allieve, juniores, e promesse.
Nel biennio da cadetta, 1997-1998, fa doppietta di titoli italiani cadette nel getto del peso.
Nel 1999 conquista la sua prima medaglia internazionale, conquistando il bronzo alla prima edizione dei Mondiali allievi di Bydgoszcz in Polonia.
Doppia medaglia di bronzo da allieva nel 2000 agli assoluti indoor ed outdoor; titolo italiano ai nazionali allieve al coperto.
Ancora allieva, partecipa ai Mondiali juniores in Sudamerica a Santiago del Cile, chiudendo al dodicesimo posto.
Nel 2001, la svolta tecnica con il passaggio dallo stile tradizionale della "traslocazione" al più moderno, cosiddetto "rotatorio".
Nel biennio 2001-2002 fa doppietta di titoli italiani juniores indoor ed outdoor.
Quarto posto agli assoluti 2001 e settima posizione agli Europei juniores in Italia a Grosseto.
Quarto posto sia ai Mondiali juniores del 2002 a Kingston in Giamaica che agli Europei under 23 in Polonia a Bydgoszcz del 2003.

### 2003-2005: l'esordio con la Nazionale assoluta
Durante lo stesso anno, il 2003, esordio con vittoria con la misura di 17,06 m nella Nazionale assoluta in occasione dell'Incontro internazionale Francia-Italia svoltosi oltralpe a Clermont-Ferrand.
Doppietta di titoli nazionali, indoor ed outdoor, al primo anno da promessa nel 2003; quarta e bronzo agli assoluti. Inoltre è stata medaglia d'argento nel lancio del disco agli italiani invernali di lanci (settima assoluta) e poi bronzo ai campionati nazionali universitari.
2004, ancora doppio titolo promesse, accoppiata bronzo-argento agli assoluti indoor-outdoor e titolo nazionale universitario.
Seguono quindi il bronzo agli Europei under 23 del 2005 ad Erfurt in Germania che bissa quello ottenuto pochi mesi prima ai Giochi del Mediterraneo ad Almería in Spagna. 
Sempre nel 2005 arriva il suo primo titolo italiano assoluto a Bressanone, quindi la partecipazione ai Mondiali finlandesi di Helsinki, esordio non fortunato poiché l'atleta si ferma alle qualificazioni; alle Universiadi di Smirne in Turchia termina al quinto posto.
Nella stagione indoor 2005 ai nazionali salta i campionati promesse ed invece agli assoluti vince l'argento. All'aperto vince il suo primo titolo italiano assoluto, preceduto da quello promesse.

### 2006-2007: il record nazionale
Nel 2006 dopo aver vinto i titoli nazionali sia indoor che outdoor (anche titolo nazionale universitario), ha preso parte ai Mondiali indoor di Mosca (non superando la qualificazione), alla Coppa Europa in Repubblica Ceca a Praga dove ha vinto la propria gara e poi agli Europei di Göteborg in Svezia raggiungendo la finale e concludendo ottava con un lancio a 18,23 m.
Agli italiani indoor 2007 vince l'argento, mentre all'aperto si riconferma vincitrice del titolo e rivince anche il titolo nazionale universitario (medaglia di bronzo nel lancio del disco).
Ai primi di marzo del 2007 non riesce ad andare oltre la qualificazione agli Europei indoor di Birmingham in Gran Bretagna.
Il 24 giugno 2007, nella gara di Coppa Europa in First League (la seconda divisione), all'Arena Civica di Milano, stabilisce il nuovo record italiano con un lancio a 19,15 m (misura che ripeterà due anni dopo a Berlino in occasione dell'Internationales Stadionfest).
La vittoria in questa gara, dell'allora Coppa Europa, contribuì a portare alla Nazionale italiana un bottino di punti che alla fine le frutterà la promozione/ritorno in Super League.
Nel mese di agosto prese parte ai Mondiali ad Osaka in Giappone, raggiungendo per la prima volta la finale ad otto in un campionato del mondo assoluto e terminando proprio all'ottavo posto.
A settembre è stata seconda al DécaNation francese di Parigi.

### 2008-2009: il doppio bronzo Giochi del Mediterraneo-Universiadi
Ancora doppietta di titoli italiani assoluti, indoor ed outdoor, nel 2008 oltre il titolo nazionale universitario.

Quinta posizione ai Mondiali indoor spagnoli a Valencia. 
Terza classificata in Coppa Europa ad Annecy in Francia.
Ai Giochi olimpici di Pechino 2008, si qualifica per la finale, ma non va oltre il tredicesimo posto.
Argento e oro agli assoluti 2009 e titolo nazionale universitario.
Due medaglie internazionali: bronzo ai Giochi del Mediterraneo e l'argento alle Universiadi.
Niente finale invece agli Europei indoor di Torino ed ai Mondiali di Berlino.
Secondo posto all'Europeo per nazioni in Portogallo a Leiria.
Infine è stata terza al DécaNation francese di Parigi.

### 2010-2011: podi agli Europei a squadre
Assente agli assoluti indoor 2010 ed all'aperto si riconferma campionessa italiana in carica.
A giugno terzo posto all'Europeo per nazioni in Norvegia a Bergen.
Nel mese di luglio 2010, agli Europei spagnoli di Barcellona, dopo aver siglato la quinta misura del turno di qualificazione grazie ad un lancio a 18,26 m, in finale raggiunse solo la tredicesima posizione lanciando quasi un metro al di sotto della misura ottenuta in mattinata.
Accoppiata indoor-outdoor agli assoluti 2011.
Settima agli Europei indoor di Parigi nel 2011, terzo posto all'Europeo per nazioni a Stoccolma in Svezia ed infine resta fuori dalla finale dei Mondiali svoltisi a Taegu in Corea del Sud.

### 2012: il bronzo agli Europei
Iscritta agli assoluti indoor 2012, ma non ha gareggiato; all'aperto invece rivince ancora una volta il titolo.
Il 29 giugno 2012 partecipa agli Europei di Helsinki in Finlandia vincendo la medaglia di bronzo, alle spalle della tedesca Nadine Kleinert e della russa Irina Tarasova con un lancio a 18,47 m.
Invece alle Olimpiadi di Londra non riesce a qualificarsi per la finale.

### 2013-2015: nuovamente bronzo agli Europei a squadre
Accoppiata di titoli indoor-outdoor agli assoluti 2013-2014.
Quarta a Gateshead in Gran Bretagna e bronzo a Braunschweig in Germania in occasione degli Europei per nazioni 2013 e 2014.
Quarta posizione agli Europei indoor di Göteborg nel 2013 e poi non raggiunge la finale ai Mondiali russi di Mosca.
Nel 2014 resta fuori dalla finale anche ai Mondiali indoor di Sopot in Polonia e poi invece agli Europei di Zurigo in Svizzera finisce quinta.
Stagione indoor 2015, ancora titolata agli assoluti e poi agli Europei di Praga in Repubblica Ceca non riesce a qualificarsi per la finale. 
Titolo assoluto anche all'aperto

Ai Mondiali cinesi di Pechino non è riuscita a qualificarsi per la finale, risultando la seconda delle escluse.

### 2016-2017: il ventesimo titolo italiano assoluto
Ha iniziato il 2016 agonistico gareggiando al coperto vincendo il titolo italiano assoluto indoor e poi partecipando ai Mondiali indoor di Portland (U.S.A.) terminando la finale all’undicesimo posto.
Durante la stagione outdoor invece prima ha vinto il titolo nazionale assoluto a Rieti e poi ha preso parte agli Europei di Amsterdam (Paesi Bassi) non riuscendo a qualificarsi per la finale.
Agli assoluti indoor di Ancona nel 2017 vince la finale del peso raggiungendo così il ventesimo titolo complessivo tra indoor ed outdoor.
Dal 2017 si è allenata con Paolo Dal Soglio, con cui continua a collaborare, e dalla seconda metà del 2019 il suo tecnico è stato Federico Apolloni, anche seguita sul campo da Alberto Panzarin.

### 2021
Nel 2021 gareggia agli assoluti indoor ad Ancona, vincendo il nono titolo italiano consecutivo, con 17,40 m ma non si qualifica per la finale agli Europei indoor di Toruń con 16,90 m (14ª). Partecipa l'8 maggio, alla Coppa Europa invernale di lanci, a Spalato dove finisce 9ª con 16,84 m. Infine ottiene la sua 55ª selezione in nazionale A per gli Europei a squadre a Chorzów dove con 16,36 m finisce sesta (su 7 lanciatrici). In quanto capitana della nazionale, riceve la medaglia d'argento per il secondo posto ottenuto dall'Italia.

## Record nazionali
Seniores
- Getto del peso: 19,15 m ( Milano, 24 giugno 2007 -  Berlino, 14 giugno 2009)[9]

Promesse
- Getto del peso: 18,71 m ( Bressanone, 25 giugno 2005)[9]
- Getto del peso indoor: 17,31 m ( Ancona, 7 febbraio 2004)[10]

Juniores
- Getto del peso: 16,96 m ( Milano, 16 giugno 2002)[9]

## Progressione

### Getto del peso
| Stagione | Misura  | Luogo            | Data       | Rank. Mond. |
| -------- | ------- | ---------------- | ---------- | ----------- |
| 2022     | 16,26 m | Rieti            | 26-6-2022  |             |
| 2021     | 17,19 m | Rieti            | 17-6-2021  |             |
| 2020     | 17,06 m | Udine            | 8-8-2020   |             |
| 2019     | 16,65 m | Vicenza          | 1-6-2019   |             |
| 2018     | 17,08 m | Pescara          | 9-9-2018   |             |
| 2017     | 17,30 m | Ferrara          | 27-5-2017  |             |
| 2016     | 17,52 m | Rieti            | 26-6-2016  |             |
| 2015     | 18,13 m | Caprino          | 27-6-2015  |             |
| 2014     | 18,49 m | Padova           | 6-7-2014   | 16ª         |
| 2013     | 18,04 m | Mestre           | 15-6-2013  | 18ª         |
| 2012     | 18,63 m | Roma             | 31-5-2012  | 18ª         |
| 2011     | 18,59 m | Firenze          | 4-6-2011   | 13ª         |
| 2010     | 19,00 m | Conegliano       | 14-7-2010  | 15ª         |
| 2009     | 19,15 m | Berlino          | 14-6-2009  | 9ª          |
| 2008     | 18,74 m | Pechino          | 16-8-2008  | 23ª         |
| 2007     | 19,15 m | Milano           | 24-6-2007  | 8ª          |
| 2006     | 18,42 m | Ascoli Piceno    | 29-7-2006  | 23ª         |
| 2005     | 18,71 m | Bressanone       | 25-6-2005  | 15ª         |
| 2004     | 17,76 m | Padova           | 4-7-2004   | 39ª         |
| 2003     | 17,06 m | Clermont-Ferrand | 9-8-2003   | 68ª         |
| 2002     | 16,96 m | Milano           | 16-6-2002  | 65ª         |
| 2001     | 15,62 m | Conegliano       | 19-5-2001  | 156ª        |
| 2000     | 15,44 m | Padova           | 27-8-2000  | 169ª        |
| 1999     | 15,14 m | Mogliano         | 10-10-1999 |             |

### Getto del peso indoor
| Stagione | Misura  | Luogo           | Data      | Rank. Mond. |
| -------- | ------- | --------------- | --------- | ----------- |
| 2021/22  | 16,65 m | Padova          | 30-1-2022 |             |
| 2020/21  | 17,40 m | Ancona          | 21-2-2021 |             |
| 2019/20  | 17,20 m | Ancona          | 12-1-2020 |             |
| 2018/19  | 15,72 m | Ancona          | 16-2-2019 |             |
| 2017/18  | 17,30 m | Padova          | 3-2-2018  |             |
| 2016/17  | 17,01 m | Schio           | 9-2-2017  |             |
| 2015/16  | 17,90 m | Padova          |           |             |
| 2014/15  | 18,21 m | Padova          | 31-1-2015 |             |
| 2013/14  | 18,23 m | Ancona          | 22-2-2014 | 15ª         |
| 2012/13  | 18,37 m | Göteborg        | 3-3-2013  | 8ª          |
| 2011/12  | 17,92 m | Nordhausen      | 28-1-2012 | 24ª         |
| 2010/11  | 18,34 m | Ancona          | 19-2-2011 | 8ª          |
| 2009/10  | 17,44 m | Schio           | 30-1-2010 | 30ª         |
| 2008/09  | 18,48 m | Torino          | 21-2-2009 | 12ª         |
| 2007/08  | 18,68 m | Valencia        | 9-3-2008  | 12ª         |
| 2006/07  | 18,28 m | Ancona          | 17-2-2007 | 15ª         |
| 2005/06  | 18,41 m | Ancona          | 18-2-2006 | 11ª         |
| 2004/05  | 17,13 m | Schio           | 13-1-2005 | 34ª         |
| 2003/04  | 17,31 m | Ancona          | 7-2-2004  | 37ª         |
| 2002/03  | 16,43 m | Genova          | 22-2-2003 | 65ª         |
| 2001/02  | 15,87 m | Ancona          | 2-2-2002  | 83ª         |
| 2000/01  | 15,11 m | Ancona          | 3-2-2001  | 133ª        |
| 1999/00  | 15,18 m | Ancona          | 6-2-2000  | 124ª        |
| 1998/99  | 14,44 m | Nogent-sur-Oise | 27-2-1999 |             |

## Palmarès
| Anno | Manifestazione          | Sede       | Evento         | Risultato | Prestazione | Note   |
| ---- | ----------------------- | ---------- | -------------- | --------- | ----------- | ------ |
| 1999 | Mondiali U18            | Bydgoszcz  | Getto del peso | Bronzo    | 14,64 m     | [ 11 ] |
| 2000 | Mondiali U20            | Santiago   | Getto del peso | 12ª       | 14,61 m     | [ 11 ] |
| 2001 | Europei U20             | Grosseto   | Getto del peso | 7ª        | 14,36 m     | [ 2 ]  |
| 2002 | Mondiali U20            | Kingston   | Getto del peso | 4ª        | 16,53 m     | [ 11 ] |
| 2003 | Europei U23             | Bydgoszcz  | Getto del peso | 4ª        | 16,49 m     | [ 5 ]  |
| 2005 | Giochi del Mediterraneo | Almería    | Getto del peso | Bronzo    | 17,34 m     | [ 12 ] |
| 2005 | Europei U23             | Erfurt     | Getto del peso | Bronzo    | 18,22 m     | [ 12 ] |
| 2005 | Mondiali                | Helsinki   | Getto del peso | 18ª (q)   | 17,32 m     | [ 12 ] |
| 2005 | Universiadi             | Smirne     | Getto del peso | 5ª        | 17,10 m     | [ 12 ] |
| 2006 | Mondiali indoor         | Mosca      | Getto del peso | 9ª (q)    | 17,85 m     | [ 13 ] |
| 2006 | Europei                 | Göteborg   | Getto del peso | 7ª        | 18,23 m     | [ 13 ] |
| 2007 | Europei indoor          | Birmingham | Getto del peso | 10ª (q)   | 16,54 m     | [ 14 ] |
| 2007 | Mondiali                | Osaka      | Getto del peso | 7ª        | 18,39 m     | [ 14 ] |
| 2008 | Mondiali indoor         | Valencia   | Getto del peso | 4ª        | 18,68 m     | [ 15 ] |
| 2008 | Giochi olimpici         | Pechino    | Getto del peso | 11ª       | 18,22 m     | [ 15 ] |
| 2009 | Europei indoor          | Torino     | Getto del peso | 11ª (q)   | 16,87 m     | [ 16 ] |
| 2009 | Giochi del Mediterraneo | Pescara    | Getto del peso | Bronzo    | 17,24 m     | [ 16 ] |
| 2009 | Universiadi             | Belgrado   | Getto del peso | Argento   | 18,21 m     | [ 16 ] |
| 2009 | Mondiali                | Berlino    | Getto del peso | 15ª (q)   | 17,89 m     | [ 16 ] |
| 2010 | Europei                 | Barcellona | Getto del peso | 11ª       | 17,49 m     | [ 17 ] |
| 2011 | Europei indoor          | Parigi     | Getto del peso | 7ª        | 17,54 m     | [ 18 ] |
| 2011 | Mondiali                | Taegu      | Getto del peso | 12ª (q)   | 18,28 m     | [ 18 ] |
| 2012 | Europei                 | Helsinki   | Getto del peso | Bronzo    | 18,47 m     | [ 19 ] |
| 2012 | Giochi olimpici         | Londra     | Getto del peso | 13ª (q)   | 18,30 m     | [ 19 ] |
| 2013 | Europei indoor          | Göteborg   | Getto del peso | Bronzo    | 18,37 m     | [ 20 ] |
| 2013 | Mondiali                | Mosca      | Getto del peso | 22ª (q)   | 17,18 m     | [ 20 ] |
| 2014 | Mondiali indoor         | Sopot      | Getto del peso | 12ª (q)   | 17,31 m     | [ 11 ] |
| 2014 | Europei                 | Zurigo     | Getto del peso | 5ª        | 18,10 m     | [ 21 ] |
| 2015 | Europei indoor          | Praga      | Getto del peso | 9ª (q)    | 16,75 m     | [ 22 ] |
| 2015 | Mondiali                | Pechino    | Getto del peso | 14ª (q)   | 17,54 m     | [ 23 ] |
| 2016 | Mondiali indoor         | Portland   | Getto del peso | 11ª       | 17,10 m     | [ 24 ] |
| 2016 | Europei                 | Amsterdam  | Getto del peso | 18ª (q)   | 16,26 m     | [ 24 ] |
| 2021 | Europei indoor          | Toruń      | Getto del peso | 14ª (q)   | 16,90 m     |        |

## Campionati nazionali
- 18 volte campionessa nazionale assoluta del getto del peso (2005, 2006, 2007, 2008, 2009, 2010, 2011, 2012, 2013, 2014, 2015, 2016, 2017, 2018, 2019, 2020, 2021, 2022)
- 12 volte campionessa nazionale assoluta indoor del getto del peso (2006, 2008, 2011, 2013, 2014, 2015, 2016, 2017, 2018, 2019, 2020, 2021)
- 5 volte campionessa nazionale universitaria del getto del peso (2004, 2006, 2007, 2008, 2009)
- 3 volte campionessa nazionale promesse del getto del peso (2003, 2004, 2005)
- 2 volte campionessa nazionale promesse indoor del getto del peso (2003, 2004)
- 2 volte campionessa nazionale juniores del getto del peso (2001, 2002)
- 2 volte campionessa nazionale juniores indoor del getto del peso (2001, 2002)
- 1 volta campionessa nazionale allieve indoor del getto del peso (2000)
- 2 volte campionessa nazionale cadette del getto del peso (1997, 1998)

1997
- Oro ai campionati italiani cadetti (Senigallia), getto del peso - 15,16 m[25]

1998
- Oro ai campionati italiani cadetti (Palermo), getto del peso - 15,88 m[25]

2000
- Bronzo ai campionati italiani assoluti indoor (Genova), getto del peso[26]
- Oro ai campionati italiani allievi indoor (Ancona), getto del peso - 15,18 m[27]
- Bronzo ai campionati italiani assoluti (Milano), getto del peso - 15,29 m[26]

2001
- Oro ai campionati italiani juniores indoor, getto del peso - 15,11 m
- Oro ai campionati italiani juniores (Milano), getto del peso - 14,78 m[28]
- 4ª ai campionati italiani assoluti (Catania), getto del peso - 15,27 m[28]

2002
- Oro ai campionati italiani juniores indoor (Ancona), getto del peso - 15,87 m[29]
- Oro ai campionati italiani juniores (Milano), getto del peso - 16,96 m[30]

2003
- Oro ai campionati italiani promesse indoor (Ancona), getto del peso - 16,12 m[31]
- 4ª ai campionati italiani assoluti indoor (Genova), getto del peso - 16,16 m[31]
- 7ª ai campionati italiani invernali di lanci (Gioia Tauro), lancio del disco - 46,17 m (assolute)[32]
- Argento ai campionati italiani invernali di lanci (Gioia Tauro), lancio del disco - 46,17 m (promesse)[32]
- Bronzo ai campionati nazionali universitari (Salerno), getto del peso - 16,17 m[33]
- ai campionati italiani promesse (Grosseto), getto del peso - 16,37 m[33]
- Bronzo ai campionati italiani assoluti (Rieti), getto del peso - 16,39 m[33]

2004
- Oro ai campionati italiani promesse indoor (Ancona), getto del peso - 17,31 m[34]
- Bronzo ai campionati italiani assoluti indoor (Genova), getto del peso - 16,82 m[34]
- ai campionati nazionali universitari (Camerino), getto del peso - 16,58 m[35]
- Oro ai campionati italiani promesse (Rieti), getto del peso - 17,31 m[35]
- Argento ai campionati italiani assoluti (Firenze), getto del peso - 17,55 m[35]

2005
- Argento ai campionati italiani assoluti indoor (Ancona), getto del peso - 16,62 m[36]
- Oro ai campionati italiani promesse (Grosseto), getto del peso - 17,86 m[37]
- Oro ai campionati italiani assoluti (Bressanone), getto del peso - 18,71 m[38]

2006
- Oro ai campionati italiani assoluti indoor (Ancona), getto del peso - 18,41 m[39]
- Oro ai campionati nazionali universitari (Desenzano del Garda), getto del peso - 18,09 m[40]
- Oro ai campionati italiani assoluti (Torino), getto del peso - 18,74 m[38]

2007
- Argento ai campionati italiani assoluti indoor (Ancona), getto del peso - 18,28 m[41]
- Oro ai campionati nazionali universitari (Jesolo), getto del peso - 18,29 m[42]
- Bronzo ai campionati nazionali universitari (Jesolo), lancio del disco - 43,87 m[43]
- Oro ai campionati italiani assoluti (Padova), getto del peso - 19,13 m[44]

2008
- Oro ai campionati italiani assoluti indoor (Genova), getto del peso - 18,63 m[45]
- Oro ai campionati nazionali universitari (Pisa), getto del peso - 18,09 m[46]
- Oro ai campionati italiani assoluti (Cagliari), getto del peso - 17,96 m[47]

2009
- Argento ai campionati italiani assoluti indoor (Torino), getto del peso - 18,48 m[48]
- Oro ai campionati nazionali universitari (Lignano Sabbiadoro), getto del peso - 18,08 m[49]
- Oro ai campionati italiani assoluti (Milano), getto del peso - 18,30 m[50]

2010
- Oro ai campionati italiani assoluti (Grosseto), getto del peso - 18,61 m[51]

2011
- Oro ai campionati italiani assoluti indoor (Ancona), getto del peso - 18,34 m[52]
- Oro ai campionati italiani assoluti (Torino), getto del peso - 17,64 m[53]

2012
- Oro ai campionati italiani assoluti (Bressanone), getto del peso - 18,30 m[54]

2013
- Oro ai campionati italiani assoluti indoor (Ancona), getto del peso - 18,11 m[55]
- Oro ai campionati italiani assoluti (Milano), getto del peso - 17,47 m[56]

2014
- Oro ai campionati italiani assoluti indoor (Ancona), getto del peso - 18,23 m[57]
- Oro ai campionati italiani assoluti (Rovereto), getto del peso - 17,21 m[58]

2015
- Oro ai campionati italiani assoluti indoor (Padova), getto del peso - 17,51 m[59]
- Oro ai campionati italiani assoluti (Torino), getto del peso - 17,33 m[60]

2016
- Oro ai campionati italiani assoluti indoor (Ancona), getto del peso - 17,55 m[61]
- Oro ai campionati italiani assoluti (Rieti), getto del peso - 17,52 m[62]

2017
- Oro ai campionati italiani assoluti indoor (Ancona), getto del peso - 16,17 m[63]
- Oro ai campionati italiani assoluti (Trieste), getto del peso - 16,67 m

2018
- Oro ai campionati italiani assoluti indoor (Ancona), getto del peso - 16,71 m
- Oro ai campionati italiani assoluti (Pescara), getto del peso - 17,08 m

2019
- Oro ai campionati italiani assoluti indoor (Ancona), getto del peso - 15,72 m
- Oro ai campionati italiani assoluti (Bressanone), getto del peso - 16,10 m

2020
- Oro ai campionati italiani assoluti indoor (Ancona), getto del peso - 16,56 m
- Oro ai campionati italiani assoluti (Padova), getto del peso - 16,55 m

2021
- Oro ai campionati italiani assoluti indoor (Ancona), getto del peso - 17,40 m
- Oro ai campionati italiani assoluti (Rovereto), getto del peso - 16,79 m

2022
- Bronzo ai campionati italiani assoluti indoor (Ancona), getto del peso - 15,56 m
- Oro ai campionati italiani assoluti (Rieti), getto del peso - 16,26 m

## Altre competizioni internazionali
2005
- 8ª in Coppa Europa invernale di lanci ( Mersin), getto del peso - 16,43 m[12]

2006
- 4ª in Coppa Europa invernale di lanci ( Tel Aviv), getto del peso - 18,02 m[13]
- Oro nella First League della Coppa Europa ( Praga), getto del peso - 17,96 m[13]

2007
- Bronzo in Coppa Europa invernale di lanci ( Jalta), getto del peso - 18,14 m[14]
- Oro nella First League della Coppa Europa ( Milano), getto del peso - 19,15 m[14]
- Argento al DécaNation ( Parigi), getto del peso - 17,75 m[14]
- 5ª alla World Athletics Final ( Stoccarda), getto del peso - 17,82 m[64]

2008
- Bronzo in Coppa Europa invernale di lanci ( Spalato), getto del peso - 18,05 m[15]
- Bronzo in Coppa Europa ( Annecy), getto del peso - 18,03 m[15]

2009
- Argento in Coppa Europa invernale di lanci ( Los Realejos), getto del peso - 18,55 m[16]
- Bronzo all'ISTAF Berlin ( Berlino), getto del peso - 19,15 m[65]
- Argento agli Europei a squadre ( Leiria), getto del peso - 18,57 m[66]
- Bronzo al DécaNation ( Parigi), getto del peso - 17,92 m[16]

2010
- Argento in Coppa dei Campioni per club ( Vila Real de Santo António), getto del peso - 16,75 m[67]
- Bronzo agli Europei a squadre ( Bergen), getto del peso - 17,77 m[66]

2011
- Bronzo in Coppa Europa invernale di lanci ( Sofia), getto del peso - 17,39 m[18]
- Bronzo agli Europei a squadre ( Stoccolma), getto del peso - 17,18 m[18]
- 8ª al London Grand Prix ( Londra), getto del peso - 17,92 m[68]

2012
- 7ª in Coppa Europa invernale di lanci ( Bar), getto del peso - 17,43 m[19]
- 6ª al Golden Gala ( Roma), getto del peso - 18,63 m[69]
- 8ª all'Athletissima ( Losanna), getto del peso - 16,98 m[70]
- 9ª al Weltklasse Zürich ( Zurigo), getto del peso - 17,37 m[71]

2013
- 7ª in Coppa Europa invernale di lanci ( Castellón), getto del peso - 16,84 m[20]
- 4ª agli Europei a squadre ( Gateshead), getto del peso - 17,18 m[20]

2014
- 6ª in Coppa Europa invernale di lanci ( Leiria), getto del peso - 17,34 m[72]
- 10ª al Golden Gala Pietro Mennea ( Roma), getto del peso - 17,07 m[73]
- Bronzo agli Europei a squadre ( Braunschweig), getto del peso - 17,92 m[74]

2015
- Bronzo in Coppa Europa invernale di lanci ( Leiria), getto del peso - 17,38 m[75]
- 4ª agli Europei a squadre ( Čeboksary), getto del peso - 17,88 m[76]

## Attività extrasportive
- È presente nella veste di Suor Adele tra i protagonisti del film del regista Raffaele Verzillo intitolato "100 metri dal paradiso" uscito al cinema nel maggio del 2012[77].
- Nel 2010 al Teatro delle Vittorie in Roma è stata protagonista della trasmissione di Rai 1 "I Soliti ignoti" condotta da Fabrizio Frizzi[1].